# Булацький сільський округ (Зерендинський район)
Була́цький сільський округ (каз. Бұлақ ауылдық округі, рос. Булакский сельский округ) — адміністративна одиниця у складі Зерендинського району Акмолинської області Казахстану. Адміністративний центр — село Єленовка.
Населення — 2003 особи (2021; 2297 у 2009, 2864 у 1999, 3214 у 1989).
Станом на 1989 рік існувала Булацька сільська рада (села Єленовка, Жанааул, Жилимди, Пахар, селище Карагай) колишнього Кокчетавського району.

## Склад
До складу округу входять такі населені пункти:
| Населений пункт  | Колишні назви | Населення, осіб (1989) | Населення, осіб (1999) | Населення, осіб (2009) | Населення, осіб (2009) |
| ---------------- | ------------- | ---------------------- | ---------------------- | ---------------------- | ---------------------- |
| Єленовка, село   | -             | 1666                   | 1575                   | 1345                   | 1166                   |
| -- Підстанція    | -             | -                      | -                      | 1                      | 9                      |
| Жанааул, село    | -             | 202                    | 362                    | 293                    | 145                    |
| Жилимди, село    | -             | 378                    | 207                    | 189                    | 218                    |
| Карагай, село    | -             | 418                    | 384                    | 262                    | 250                    |
| --Єленовська ХХП | -             | -                      | -                      | -                      | 8                      |
| Карликоль, село  | Пахар         | 550                    | 393                    | 292                    | 207                    |